# Ferdinand von Wrangel
El barón Ferdinand von Wrangel (en ruso: Фердинанд Петрович Врангель; Ferdinand Petróvich Vránguel; Pskov, 9 de enero de 1797 (29 de diciembre de 1796) - Dorpat (actual Tartu, Estonia), 6 de junio (25 de mayo) de 1870) fue un oficial naval y explorador del ártico ruso, descendiente de una familia noble alemana del Báltico. Llegó a almirante y fue miembro honorable de la Academia de Ciencias de Rusia de San Petersburgo (1855) y uno de los fundadores de la Sociedad Geográfica Rusa.

## Biografía
Ferdinand von Wrangel nació en Pskov, en el seno de la familia Wrangel, una familia noble alemana del Báltico. Se graduó de la Escuela Naval de Cadetes en 1815. Tomó parte en el viaje alrededor del mundo de Vasili Golovnín en el buque Kamchatka en 1817-1819. Wrangel lideró la expedición Kolýmskaya en busca de tierras del norte y estableció que al norte del río Kolymá y el cabo Shelagsky había un mar abierto, y no tierra firme, como se pensaba. Junto con Fiódor Matyushkin y Prokofi Kuzmín, Wrangel describió la costa siberiana del mar de Chukchi, entre el río Indigirka y la bahía Koliúchinskaya (véase ruta del Mar del Norte). Esa expedición realizó valiosas investigaciones en glaciología, geomagnetismo y climatología, y también recogió datos sobre recursos naturales y la población nativa de esa zona remota.
Después de percatarse que las bandadas de aves volaban hacia el norte y de preguntar a la población nativa, determinó que debía de haber una isla aún sin descubrir en el océano Ártico y en 1820 comenzó una larga expedición de reconocimiento que durante un período de cuatro años buscó esa nueva tierra. A pesar de que no encontró la isla, al ser descubierta, fue nombrada con su nombre en reconocimiento a sus esfuerzos (Isla de Wrangel).
Wrangel dirigió el viaje alrededor del mundo en el buque ruso Krotki en 1825-1827. Luego ocupó el puesto de administrador jefe de los asentamientos rusos en América del Norte en 1829-1835. Wrangel fue presidente de la Compañía ruso-americana en 1840-1849 y también ministro de la Marina de Guerra (1855-1857).
Wrangel se jubiló en 1864. Se opuso a la venta de Alaska a los Estados Unidos en 1867. Wrangel escribió un libro sobre sus viajes en el ártico llamado Viaje a lo largo de la costa norte de Siberia y el Océano Ártico, además de otros libros sobre los pueblos del noroeste de América.
Vivió en sus últimos años en Roela (en alemán, Ruil) en la parte oriental de Estonia, donde había adquirido una casa de campo en 1840.

## Lista de lugares con el nombre de Wrangel
Muchos lugares del Ártico han sido nombrados en su honor, en especial:
- isla de Wrangel, una isla en el ártico al norte de Chukotka, la isla que él no pudo descubrir.
- Isla de Wrangell, una isla en el Pacífico, en el archipiélago Alexander, frente a las costas de Alaska.
- estrecho de Wrangell, un angosto canal en el archipiélago Alexander.
- Wrangell, una ciudad en la isla de Wrangell, una de los asentamientos más antiguos no nativos de Alaska.

- Aeropuerto Wrangell, un aeropuerto cerca de la ciudad de Wrangell, Alaska.
- Ciudad y borough de Wrangell, un borough que contiene la isla Wrangell.

- cabo Wrangell, en la isla de Attu (islas Aleutianas), el punto más occidental de Alaska (y de EE. UU.).
- monte Wrangell, un volcán de 1.696 m en Alaska.
- campo volcánico Wrangell, por el monte Wrangell.

- montañas Wrangell, el nombre de la cordillera donde está el monte Wrangell.
- parque nacional y reserva Wrangell-San Elías, en las montañas Wrangell.

- Wrangellia, una formación geológica del sudeste de Alaska.